# Jampur
Jampur é uma cidade do Paquistão localizada na província de Punjab.